# Lee Oskar
Lee Oskar (født 24. marts 1948 i København) er en dansk mundharmonikaspiller, der er kendt for soulmusik han har lavet sammen med musikgruppen War, som han startede sammen med Eric Burdon, og for sin solokarriere som jazzmusiker og for fremstilling af mundharmonikaer.
Som 18-årig flyttede han til USA hvor han har boet siden.